# توني بيل
توني بيل (بالإنجليزية: Tony Bill)‏ هو منتج أفلام ومخرج وممثل أمريكي، ولد في 23 أغسطس 1940 بسان دييغو في الولايات المتحدة. من الجوائز التي نالها جائزة الأوسكار لأفضل فيلم عن عمل اللدغة سنة 1974.

## أعمال

### أفلام
- (1973) اللدغة
- (1975) شامبو[4]
- (1987) الزوايا الخمس
- (2001) في زمن الفراشات

## جوائز وترشيحات
جوائز
- جائزة الأوسكار لأفضل فيلم، عن عمل: اللدغة (1974)

ترشيحات
- جائزة الأوسكار لأفضل فيلم، عن عمل: اللدغة

## وصلات خارجية
- توني بيل على موقع IMDb (الإنجليزية)
- توني بيل على موقع ألو سيني (الفرنسية)
- توني بيل على موقع أول موفي (الإنجليزية)
- توني بيل على موقع قاعدة بيانات الأفلام السويدية (السويدية)
- توني بيل على موقع إن إن دي بي (الإنجليزية)
- توني بيل على موقع قاعدة بيانات الفيلم (الإنجليزية)
- توني بيل على موقع كينوبويسك (الروسية)